# Eckhart Tolle

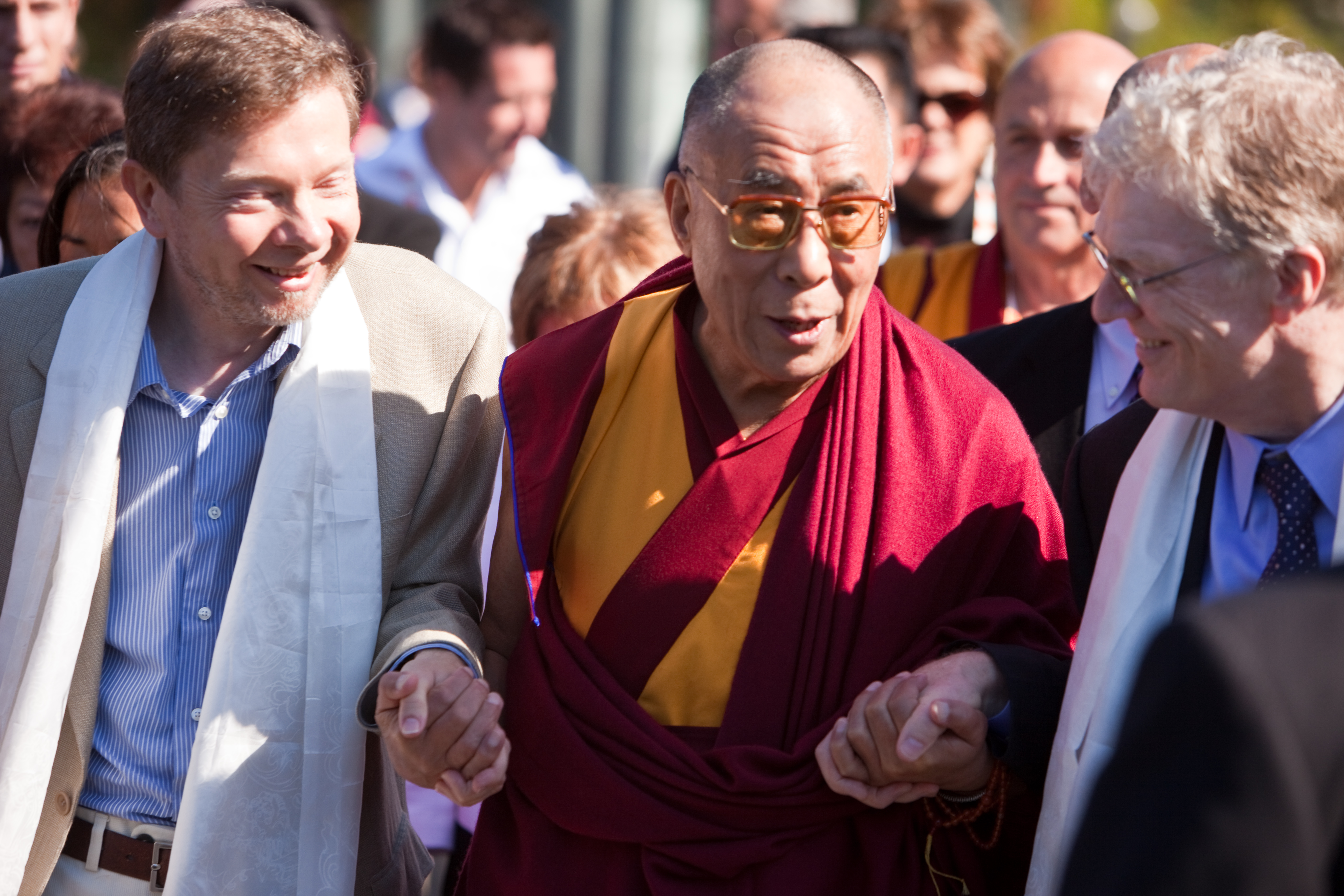
Eckhart Tolle, XIV Dalajlama i Ken Robinson w Vancouver – wrzesień 2009

Eckhart Tolle, właśc. Ulrich Leonard Tölle (ur. 16 lutego 1948 w Lünen) – niemiecki nauczyciel duchowy, autor książek i wykładów z dziedziny duchowości. 

## Życiorys
W wieku 22 lat rozpoczął studia na Uniwersytecie Londyńskim, gdzie studiował filozofię, psychologię i literaturę. Po otrzymaniu tytułu licencjata otrzymał ofertę studiów doktoranckich na Uniwersytecie Cambridge (przyjęty w 1977 r.).
Do 1977 roku skrażył się na nieustępujący stan niepokoju i napady depresji, którym towarzyszyły myśli samobójcze. Po swoich 29. urodzinach twierdził, że przeszedł "głęboką duchową przemianę", co było zalążkiem do zostania nauczycielem duchowym.
W 2011 roku został wymieniony przez Watkins Review jako najbardziej wpływowa osoba w dziedzinie duchowości na świecie.
Eckhart Tolle nie jest identyfikowany z żadnym konkretnym nurtem religijnym, lecz korzysta z nauk buddyzmu zen, sufizmu, hinduizmu, taoizmu i Biblii. Mieszka w Vancouver od 1995 roku.

## Książki
- The Power of Now: A Guide to Spiritual Enlightenment, New World Library, October 1999 ISBN 1-57731-152-3 (HC) ISBN 1-57731-480-8 (PB)

Potęga teraźniejszości, tłum. Michał Kłobukowski, Warszawa: Wydawnictwo A, 2003, ISBN 83-917431-4-4; Łódź: Galaktyka, cop. 2010 ISBN 978-83-7579-137-2.
- Practicing the Power of Now: Essential Teachings, Meditations, and Exercises from The Power of Now, New World Library, October 2001 ISBN 1-57731-195-7 (HC)

Praktykowanie potęgi teraźniejszości: główne nauki, medytacje i ćwiczenia oparte na książce „Potęga teraźniejszości”, Biblioteka Nowej Ziemi, 2009. ISBN 978-83-61897-04-0.
- Stillness Speaks, New World Library, August 2003 ISBN 1-57731-400-X.

Mowa ciszy: Twoje codzienne wsparcie, Wydawnictwo: Studio Astropsychologii, Lipiec 2009. ISBN 978-83-7377-364-6.
- A New Earth: Awakening to Your Life’s Purpose, Dutton, October 2005 ISBN 0-525-94802-3.

Nowa Ziemia: Przebudzenie świadomości sensu życia, Medium, Czerwiec 2008. ISBN 978-83-87025-80-9.
- Milton’s Secret: An Adventure of Discovery through Then, When, and The Power of Now, Hampton Roads, 2008 ISBN 978-1-57174-577-4.
- Oneness With All Life: Inspirational Selections from A New Earth, Penguin Group, November 2008

Nie jesteś samotną wyspą: poczuj jedność ze wszystkim co istnieje, Medium, Październik 2012. ISBN 978-83-61987-23-9.
- Guardians of Being, New World Library, October 2009 ISBN 978-1-57731-671-8.

Strażnicy istnienia, Studio Astropsychologii, Listopad 2012. ISBN 978-83-7377-563-3.